# سیارک ۱۳۵
سیارک ۱۳۵ (به انگلیسی: 135 Hertha) صد و سی و پنجمین سیارک کشف شده‌است که در ۱۸ فوریه ۱۸۷۴ کشف شد.
قدر مطلق سیارک برابر ۸٫۲۳ است.